# كريستي كابان
كريستي كابان (بالإنجليزية: Christy Cabanne)‏ هو كاتب سيناريو ومخرج وممثل أمريكي، ولد في 16 أبريل 1888 بسانت لويس في الولايات المتحدة، وتوفي في 15 أكتوبر 1950 بفيلادلفيا في الولايات المتحدة بسبب نوبة قلبية.

## أعمال

### أفلام
- (1925) العروس الملثمة
- (1925) بن هور
- (1940) صلب ساخن

## وصلات خارجية
- كريستي كابان على موقع IMDb (الإنجليزية)
- كريستي كابان على موقع ألو سيني (الفرنسية)
- كريستي كابان على موقع أول موفي (الإنجليزية)
- كريستي كابان على موقع قاعدة بيانات الأفلام السويدية (السويدية)
- كريستي كابان على موقع قاعدة بيانات الفيلم (الإنجليزية)
- كريستي كابان على موقع كينوبويسك (الروسية)